# Oli Thompson
Oli Thompson, właśc. Oliver John Thompson (ur. 2 stycznia 1980 w East Sussex) – angielski strongman oraz zawodnik mieszanych sztuk walki (MMA). Mistrz Wielkiej Brytanii Strongman w 2006 roku. Były mistrz polskiej federacji FEN w wadze ciężkiej. Aktualny mistrz polskiej federacji Babilon MMA w wadze ciężkiej. Walczył także dla takich organizacji jak: UFC, KSW, BAMMA, Bellator MMA czy MMA Attack.

## Kariera strongmana
Oli Thompson treningi siłowe rozpoczął w wieku dziewiętnastu lat. Zadebiutował jako siłacz w 2001 roku.
Wziął udział dwukrotnie w indywidualnych Mistrzostwach Świata Strongman, w latach 2006 (IFSA) i 2008. W Mistrzostwach Świata Strongman 2008 nie zakwalifikował się do finału. W Drużynowych Mistrzostwach Świata Strongman 2006 i Drużynowych Mistrzostwach Świata Strongman 2008 również nie zakwalifikował się do finału.

## Kariera MMA

### UFC
W 2009 roku porzucił zawody strongman na rzecz startów w MMA. Po dobrych występach w lokalnych angielskich organizacjach (9 zwycięstw, 2 porażki) podpisał kontrakt z amerykańską organizacją UFC. Stoczył w niej w 2012 roku dwie przegrane przed czasem walki i został zwolniony.

### Początki w KSW

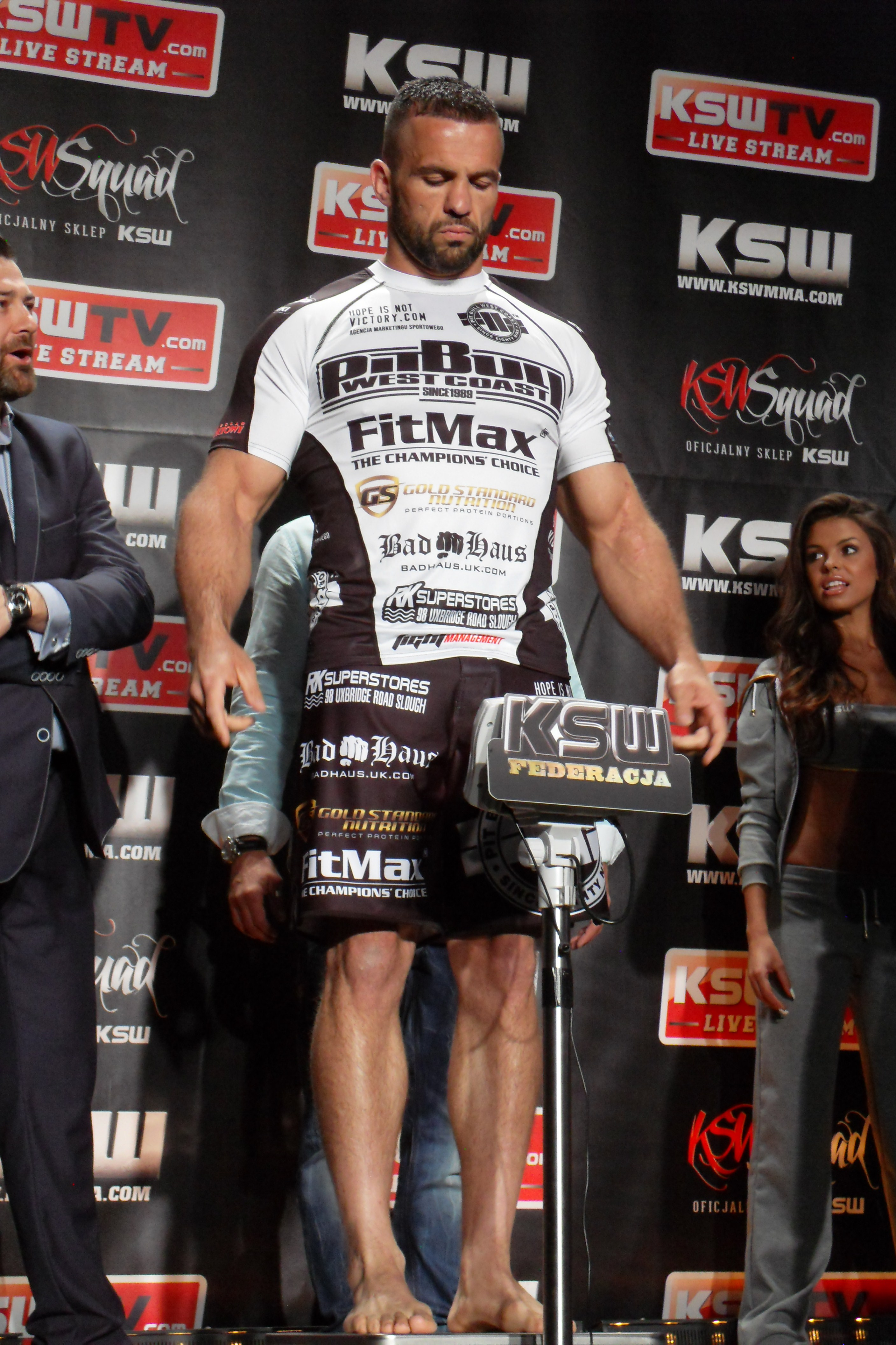
Thompson podczas ceremonii ważenia przed galą KSW 27: Czas Dumy

W 2013 roku związał się z KSW. W swoim debiucie 16 marca uległ czołowemu polskiemu zawodnikowi Karolowi Bedorfowi na punkty.
We wrześniu miał stoczyć kolejny pojedynek z Kamilem Walusiem, ale z powodu kontuzji tego drugiego walkę anulowano i przeniesiono na 7 grudnia, którą ostatecznie Thompson wygrał przez techniczny nokaut w drugiej rundzie.

### Inoki Genome Federation
31 grudnia 2015 na sylwestrowej gali Inoki Bom-Ba-Ye w Japonii zwyciężył w finale turnieju Grand Prix wagi ciężkiej i został nowym mistrzem w tejże wadze pokonując Fernando Rodriguesa Jr.. Wcześniej w ćwierćfinale pokonał Ikuhisę Minowę oraz w półfinale Chrisa Barnetta.

### Bellator MMA
W czerwcu 2016 ogłoszono, że Thompson podpisał kontrakt z Bellator MMA. Zadebiutował mierząc się przeciwko Mattowi Mitrione 16 lipca 2016 roku na gali Bellator 158. Przegrał przez TKO w drugiej rundzie.
W swojej drugiej walce zmierzył się z byłym partnerem treningowym Cheickiem Kongo na Bellator 172 18 lutego 2017 roku. Przegrał walkę jednogłośną decyzją.

### Po 2020
13 czerwca 2020 podczas gali FEN 28: Lotos Fight Night w walce o mistrzowski pas wagi ciężkiej FEN wygrał z Szymonem Bajorem, trafiając Polaka jednym ciosem, po którym ten padł nieprzytomny.
4 grudnia 2021 na FNC 4 w Osijeku przegrał niejednogłośnie z Sašą Milinković.
17 czerwca następnego roku podczas gali FNC 6 został znokautowany wysokim kopnięciem przez Ivan Vitasovicia.
24 września 2022 zawalczył dla powracającej po latach organizacji MMA Attack, konfrontując się z Adamem Wieczorkiem podczas walki wieczoru gali MMA Attack 4: Reaktywacja. Przegrał przez techniczny nokaut w trzeciej rundzie.
26 maja 2023 w walce wieczoru moskiewskiej gali REN TV Fight Club znokautował ciosem prawym sierpowym w pierwszej rundzie doświadczonego Rosjanina Aleksieja Olejnika. Do rewanżu zawodników miało dojść 15 grudnia tego samego roku podczas gali RCC 17 w Jekaterynburgu, jednak walkę odwołano przed wydarzeniem.
9 sierpnia 2024 w Międzyzdrojach podczas głównego wydarzenia gali Babilon MMA 46 zawalczył z Marcinem Sianosem o pas mistrzowski federacji Babilon MMA w wadze ciężkiej. W drugiej rundzie Thompson znokautował Sianosa, tym samym sięgając tytuł kolejnej polskiej organizacji.
7 grudnia 2024 podczas gali Babilon MMA 50 stoczył walkę z byłym sztangistą, Szymonem Kołeckim. Jej stawką nie był pas mistrzowski. Starcie po 15 minutach zwyciężył jednogłośnie na kartach punktowych Kołecki. Według zapisów kontraktowych ma odbyć się także walka rewanżowa zawodników, której stawką ma być posiadany przez Thompsona pas mistrzowski.
W grudniu 2024 roku podpisał kontrakt z nowo powstałą organizacją Global Fight League (GFL).

## Osiągnięcia

### Strongman
- 2004:
  - 11. miejsce – Super Seria 2004: Moskwa
  - 3. miejsce – Mistrzostwa Wielkiej Brytanii Strongman
  - 9. miejsce – Mistrzostwa Europy Strongman 2004
- 2005:
  - 13. miejsce – Mistrzostwa Europy IFSA Strongman 2005
- 2006:
  - 4. miejsce – Drużynowe Mistrzostwa Świata Par Strongman 2006
  - 8. miejsce – Mistrzostwa Świata IFSA Strongman 2006, Islandia
  - 1. miejsce – Mistrzostwa Wielkiej Brytanii Strongman
- 2008:
  - 6. miejsce – Mistrzostwa Wielkiej Brytanii Strongman 2008
  - 5. miejsce – Super Seria 2008: Nowy Jork

### Mieszane sztuki walki
- 2011: mistrz Ultimate Challenge MMA w wadze ciężkiej
- 2015: IGF Grand Prix Heavyweight Tournament – 1. miejsce[29]
- 2015: mistrz Inoki Genome Federation w wadze ciężkiej[30]
- 2020-2022: mistrz FEN w wadze ciężkiej[16]
- 2024: mistrz Babilon MMA w wadze ciężkiej[4]

## Lista walk w MMA
| Wynik     | Bilans | Przeciwnik (bilans przed walką) | Rozstrzygnięcie                                   | Runda | Czas | Rozgrywki                                  | Data       | Miejsce           | Uwagi                                                            |
| --------- | ------ | ------------------------------- | ------------------------------------------------- | ----- | ---- | ------------------------------------------ | ---------- | ----------------- | ---------------------------------------------------------------- |
| Przegrana | 23-17  | Szymon Kołecki (10-1)           | Decyzja (jednogłośna)                             | 3     | 5:00 | Babilon MMA 50: Mendlewski vs. Lamparski   | 07.12.2024 | Ożarów Mazowiecki | Co-Main Event                                                    |
| Wygrana   | 23-16  | Marcin Sianos (8-7)             | TKO (prawy sierpowy i ciosy pięściami w parterze) | 2     | 1:46 | Babilon MMA 46: Sianos vs. Thompson        | 09.08.2024 | Międzyzdroje      | Zdobył pas mistrzowski Babilon MMA w wadze ciężkiej. Main Event. |
| Wygrana   | 22-16  | Aleksiej Olejnik (60-17-1)      | KO (prawy sierpowy)                               | 1     | 4:25 | REN TV Fight Club: Oleinik vs. Thompson    | 26.05.2023 | Moskwa            | Main Event                                                       |
| Przegrana | 21-16  | Adam Wieczorek (10-2)           | TKO (ciosy pięściami i łokciami)                  | 3     | 2:13 | MMA Attack 4: Reaktywacja                  | 24.09.2022 | Będzin            | Main Event                                                       |
| Przegrana | 21-15  | Ivan Vitasović (9-5-1)          | KO (kopnięcie na głowę)                           | 2     | 2:10 | FNC 6                                      | 17.06.2022 | Karlovac          | Walka o pas mistrzowski FNC w wadze ciężkiej. Main Event.        |
| Przegrana | 21-14  | Saša Milinković (7-3)           | Decyzja (niejednogłośna)                          | 3     | 5:00 | FNC 4: Armagedon 2 Finals                  | 04.12.2021 | Osijek            | Co-Main Event                                                    |
| Przegrana | 21-13  | Siergiej Charitonow (30-8)      | KO (prawy sierpowy)                               | 1     | 2:50 | Parus FC                                   | 07.11.2020 | Dubaj             | Walka o pas mistrzowski Parus FC w wadze ciężkiej. Main Event    |
| Wygrana   | 21-12  | Szymon Bajor (20-8)             | KO (prawy sierpowy)                               | 1     | 0:23 | FEN 28: Lotos Fight Night                  | 13.06.2020 | Nieporaz          | Zdobył pas mistrzowski FEN w wadze ciężkiej.                     |
| Przegrana | 20-12  | Ante Delija (16-3)              | TKO (ciosy pięściami w parterze)                  | 2     | 1:58 | KSW 51: Croatia                            | 09.11.2019 | Zagrzeb           |                                                                  |
| Wygrana   | 20-11  | Kamil Bazelak (11-11)           | TKO (kolano i cios pięścią)                       | 1     | ?    | Sparta Fight Series 4                      | 07.09.2019 | Eastbourne        | Main Event                                                       |
| Przegrana | 19-11  | Tarek Suleiman (7-5)            | TKO (ciosy pięściami)                             | 2     | 4:42 | UAE Warriors 1                             | 03.05.2019 | Abu Zabi          | Main Event                                                       |
| Wygrana   | 19-10  | Roman Wehbe (7-6)               | TKO (ciosy pięściami)                             | 2     | ?    | Abu Dhabi Warriors 5                       | 26.01.2019 | Abu Zabi          | Main Event                                                       |
| Wygrana   | 18-10  | Chaolong Deng (7-5)             | TKO (kolana na wątrobę)                           | 2     | 3:49 | Road FC 047                                | 12.05.2018 | Pekin             |                                                                  |
| Przegrana | 17-10  | Cheick Kongo (25-10-2)          | Decyzja (jednogłośna)                             | 3     | 5:00 | Bellator 172                               | 18.02.2017 | San Jose          |                                                                  |
| Przegrana | 17-9   | Matt Mitrione (10-5)            | TKO (ciosy pięściami)                             | 2     | 4:21 | Bellator 158                               | 16.07.2016 | Londyn            | Co-Main Event                                                    |
| Wygrana   | 17-8   | Fernando Rodrigues Jr. (9-1)    | TKO (ciosy pięściami)                             | 1     | 2:08 | Inoki Bom-Ba-Ye 2015                       | 31.12.2015 | Tokio             | Finał turnieju IGF Grand Prix w wadze ciężkiej.                  |
| Wygrana   | 16-8   | Michał Włodarek (7-0)           | Dyskwalifikacja (nielegalne kolano)               | 3     | 1:42 | KSW 32: Road to Wembley                    | 31.10.2015 | Londyn            |                                                                  |
| Wygrana   | 15-8   | Chris Barnett (13-1)            | Decyzja (jednogłośna)                             | 2     | 5:00 | Inoki Genome Fight 4                       | 29.08.2015 | Tokio             | Main Event                                                       |
| Wygrana   | 14-8   | Kamil Bazelak (2-4)             | TKO (kolano)                                      | 1     | 3:06 | Macto Championships: Osipczak vs. Redfearn | 27.06.2015 | Milton Keynes     |                                                                  |
| Wygrana   | 13-8   | Ikuhisa Minowa (61-37-8)        | Decyzja (jednogłośna)                             | 2     | 5:00 | Inoki Genome Fight 3                       | 11.04.2015 | Tokio             | Main Event                                                       |
| Przegrana | 12-8   | Brett McDermott (3-1)           | KO (ciosy pięściami)                              | 1     | 1:43 | BAMMA 17                                   | 06.12.2014 | Manchester        |                                                                  |
| Przegrana | 12-7   | Mariusz Pudzianowski (6-3. 1NC) | Decyzja (jednogłośna)                             | 2     | 5:00 | KSW 27: Cage Time                          | 17.05.2014 | Gdańsk/Sopot      | Co-Main Event                                                    |
| Przegrana | 12-6   | Gzim Selmani (3-1)              | Techniczne poddanie (duszenie gilotynowe)         | 1     | 0:18 | BAMMA 15                                   | 05.04.2014 | Londyn            | Main Event                                                       |
| Wygrana   | 12-5   | Kamil Waluś (4-1)               | TKO (ciosy pięściami w parterze)                  | 2     | 1:24 | KSW 25: Khalidov vs. Sakurai 2             | 07.12.2013 | Wrocław           |                                                                  |
| Wygrana   | 11-5   | Kevin Asplund (15-5)            | TKO (ciosy pięściami)                             | 1     | 3:21 | GWC: The British Invasion: US vs. UK       | 29.06.2013 | Kansas City       |                                                                  |
| Przegrana | 10-5   | Karol Bedorf (8-2)              | Decyzja (jednogłośna)                             | 3     | 5:00 | KSW 22: Czas Dumy                          | 16.03.2013 | Warszawa          | Eliminator do walki o pas mistrzowski KSW w wadze ciężkiej.      |
| Wygrana   | 10-4   | Ivan Pioneer (0-0)              | TKO (poddanie po ciosach)                         | 1     | 0:45 | CSMMA: Ultimate Conflict 3                 | 10.11.2012 | Londyn            |                                                                  |
| Przegrana | 9-4    | Phil De Fries (9-3)             | Poddanie (duszenie zza pleców)                    | 2     | 4:16 | UFC on Fox: Shogun vs. Vera                | 04.08.2012 | Los Angeles       |                                                                  |
| Przegrana | 9-3    | Shawn Jordan (12-3)             | TKO (kolano i ciosy pięściami)                    | 2     | 3:53 | UFC on FX 2: Alves vs. Kampmann            | 02.03.2012 | Sydney            |                                                                  |
| Wygrana   | 9-2    | Mark Potter (4-1)               | Poddanie (duszenie zza pleców)                    | 1     | 2:55 | UCMMA 21: Stand Your Ground                | 25.06.2011 | Londyn            |                                                                  |
| Wygrana   | 8-2    | Ben Smith (8-3)                 | Poddanie (duszenie zza pleców)                    | 2     | 3:44 | UCMMA 19: Lights Out                       | 25.03.2011 | Londyn            |                                                                  |
| Wygrana   | 7-2    | Nikki Kent (1-5)                | TKO (ciosy pięściami)                             | 1     | ?    | ZTFN: Enter the Octagon                    | 03.12.2010 | Hove              |                                                                  |
| Wygrana   | 6-2    | Tomasz Czerwiński (0-0)         | Poddanie (duszenie zza pleców)                    | 1     | ?    | ZTFN: Stand Your Ground                    | 30.07.2010 | Eastbourne        |                                                                  |
| Wygrana   | 5-2    | Ian Hawkins (2-1)               | Decyzja (jednogłośna)                             | 3     | 5:00 | UCMMA 13: Feel the Pain                    | 20.06.2010 | Londyn            |                                                                  |
| Przegrana | 4-2    | Rob Broughton (11-5-1)          | Decyzja (jednogłośna)                             | 3     | 5:00 | ZT Fight Night: Heavyweights Collide       | 30.01.2010 | Hove              |                                                                  |
| Przegrana | 4-1    | Joe Vedepo (8-4)                | TKO (ciosy pięściami)                             | 2     | 1:24 | ZT Fight Night: Heavyweights Collide       | 30.01.2010 | Hove              |                                                                  |
| Wygrana   | 4-0    | Steve Day (0-1)                 | KO (cios pięścią)                                 | 1     | 1:07 | ZT Fight Night: Heavyweights Collide       | 30.01.2010 | Hove              |                                                                  |
| Wygrana   | 3-0    | Tomasz Kamienczyk (0-0)         | TKO (ciosy pięściami)                             | 1     | ?    | ZT Fight Night: Night of Champions         | 21.08.2009 | Hove              |                                                                  |
| Wygrana   | 2-0    | Ashley Pollard (3-3)            | TKO (poddanie po ciosach)                         | 1     | 2:19 | ZT Fight Night 16: The Heat is on          | 19.06.2009 | Hove              |                                                                  |
| Wygrana   | 1-0    | Ashley Pollard (2-1)            | Poddanie (duszenie trójkątne rękoma)              | 2     | ?    | ZT Fight Night 15                          | 02.04.2009 | Hove              |                                                                  |